# Mary Astell
Mary Astell (ur. 16 grudnia 1666 w Newcastle upon Tyne, zm. 9 maja 1731 w Londynie) – angielska filozofka, felietonistka polityczna i pisarka uznawana za jedną z pierwszych feministek. Szerzej znana ze swojej teorii edukacyjnej dla kobiet.
Najważniejsze dzieła: A Serious Proposal to the Ladies, for the Advancement of Their True and Greatest Interest (1694), Some Reflections upon Marriage (1700).

## Życiorys

### Dzieciństwo i młodość
Urodziła się 16 grudnia 1666 roku w Newcastle upon Tyne w rodzinie silnie związanej ze stronnictwem torysów jako jedyna córka Mary Errington i Petera Astell. Miała dwóch braci Williama i Petera, z czego pierwszy zmarł w niemowlęctwie. Jej matka pochodziła ze starokatolickiego rodu, ojciec zaś był zatwardziałym anglikaninem zarządzającym kopalnią węgla. Dobry rodowód sprawił, że pierwsze lata życia Mary Astell spędziła we względnym dobrostanie. Niestety sytuację finansową pogorszyła śmierć ojca w 1678 roku. Brak stałego dochodu sprawił, że jedynie Peter miał szansę otrzymać gruntowne wykształcenie. Na szczęście o edukację Mary zadbał jej wuj, anglikański ksiądz Ralph Astell. To on zaszczepił w niej zainteresowanie światem i filozofią, sam był neoplatonistą żywo udzielającym się w intelektualnych kręgach skupionych wokół Uniwersytetu w Cambridge, do którego uczęszczał za młodu. Nauczał ją matematyki, języków obcych, literatury klasycznej, teologii i uwrażliwił na sytuację polityczną. Niestety wuj odszedł, w momencie gdy Mary Astell miała zaledwie trzynaście lat.
Niedługo po śmierci ojca, matka Mary przeniosła się wraz ze swoimi dziećmi do swojej siostry, co też pozwoliło jej uniknąć ubóstwa. W 1679 znacznie uszczuplona została emerytura kobiety, przez co Astell nie mogła liczyć na zamążpójście z powodu braku jakiegokolwiek posagu. Sytuacja stała się tragiczna kiedy 16 października 1684 roku zmarła matka, a następnie ciotka Mary. Zdarzenie to przesądziło o opuszczeniu przez Astell rodzinnych stron. Młoda kobieta zdecydowała się szukać szczęścia w stolicy kraju Londynie. Osiadła w dzielnicy Chelsea, gdzie też szybko znalazła towarzyski krąg oczarowany jej oczytaniem i elokwencją.

### Lata twórcze
Przez pierwsze lata samodzielnego życia w Londynie, Mary Astell miała spore kłopoty finansowe. Pomocy użyczył jej wówczas arcybiskup Canterbury William Sancroft. W 1689 roku, w podzięce za jego dobroczynność, pisarka zadedykowała mu swoją pierwszą pracę Collection of Poems. Mary Astell z łatwością wybiła się w dzielnicy popularnej wśród literatów i artystów, dzięki czemu szybko zyskała zamożne protektorki. Była natchnieniem dla lady Mary Chudleigh, Elizabeth Thomas, Elizabeth Elstob, Judith Drake, Catherine Jones, a nawet Mary Wortley Montag, która w swoich utworach garściami czerpała z dorobku starszej literatki. Wszystkie one dbały o finanse i rozwój Astell, tworząc swoistą kobiecą boheme. Jednak Mary Astell przyciągała nie tylko damską uwagę. W 1693 roku rozpoczęła listowną korespondencję z platonistą z Cambridge Johnem Norrisem, będącym zarazem proboszczem kościoła anglikańskiego w Bemerton. Mężczyzna, będący pod wrażeniem retoryki swojej rozmówczyni, w 1695 roku zadbał o to aby listy zostały wydane w formie tomiku opatrzonego tytułem Mary Astell and John Norris: Letters Concerning the Love of God. Korespondencja traktowała o naturze Boskiej miłości. Mary Astell przeczytawszy prace Norissa „Practical Discourses, upon several Divine subjects”, zdecydowała się wejść z nim w polemikę. Filozofka nadawała ton całej rozmowie sprytnie przekonując Johna do swoich racji. Noriss przed publikacją dzieła życzliwie ostrzegał, że Ci którzy zechcą się z nim zapoznać, z łatwością mogą ulec pokusie kwestionowania, czy jego korespondentem w rzeczywistości jest kobieta.

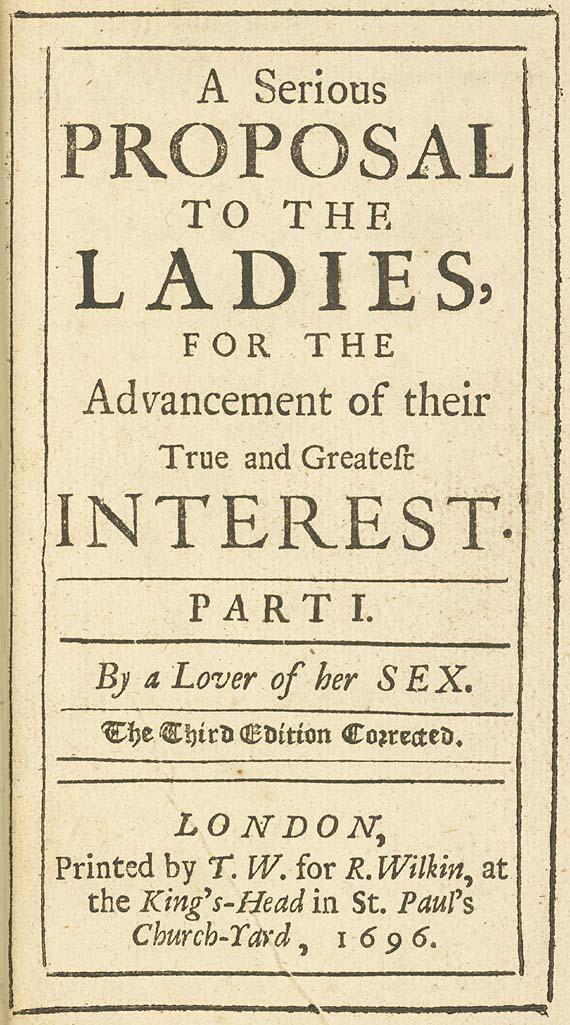
okładka A serious proposal to the ladies (1696)

W 1694, rok przed wydaniem listów ukazała się pierwsza poważna publikacja Mary Astell, której bez wątpienia zawdzięcza największą sławę i miano feministki. Wydana anonimowo „Dla Pań przez miłośniczkę własnej płci”, jak zwykła mawiać Mary, pierwsza część A Serious Proposal to the Ladies, for the Advancement of Their True and Greatest Interest wzbudziła spore emocje. Proponowany w niej model edukacji kobiet był jak na tamte czasy wywrotowy. Druga część rozprawy została opublikowana w 1697 roku. Była kierowana bezpośrednio do Księżnej Anny Duńskiej. Monarchini żywo zainteresowała się wprowadzeniem wizji Mary Astell w rzeczywistość. Jej zapał skutecznie ostudził biskup Salisbury Gilbert Burnet widzący w nim zagrożenie dla anglikańskiej wiary, bowiem zaproponowana przez pisarkę damska akademia, w której to kobiety miały odbywać nauki, swoją strukturą bardzo przypominała żeński zakon katolicki.
W 1700 roku wydała Some Reflections upon Marriage, książkę będącą satyrą na nieprzemyślane związki małżeńskie, w które wikłały się młode panny. Swoją krytykę w dużej mierze oparła na perypetiach z rozwodu jej dobrej znajomej Lady Catharine Jones. Mary Astell jako stara panna, była gorącą przeciwniczką zamążpójścia, postrzegając go jako formę zniewolenia. Jednym z jej najpopularniejszych cytatów jest dywagacja: „Jeżeli wszyscy ludzie rodzą się wolni, jak to się dzieje, że wszystkie kobiety rodzą się niewolnicami?”
W 1704 roku Astell w swoich pracach odeszła znacznie od tematyki kobiecej. Prawdopodobnie pod naciskiem jej wydawcy Richarda Wilkina związanego z ugrupowaniem torysów. Pisarka stworzyła 3 mocno polityczne traktaty: „Moderation Truly Stated”, „A Fair Way with Dissenters” oraz „An Impartial Enquiry into the Causes of Rebellion and Civil War in this Kingdom”. Pierwsze dwa poruszały wówczas popularny temat Occasional Conformity Act 1711, trzeci był roliczeniem z czasami Angielskiej Wojny Domowej. Astell swoje poglądy sytuowała po konserwatywnej stronie, słuszność przyznając monarchii absolutnej. Jej dogmatyzm w sferze politycznej przeciwstawiał się stanowisku jakie zajmowała w „kobiecej sprawie”. Ta rozbieżność czyniła ją w społeczeństwie postacią niezwykle wielowymiarową.
W 1705 roku Astell powróciła do tematyki religijnej wydając The Christian Religion, as Professed by a Daughter of the Church of England. Utwór uważany jest za jej najbardziej skrupulatne dzieło i swoistą „maksymę” przewodzącej jej filozofii. W opinii wielu, zawiera jawną krytykę poglądów popularnego myśliciela Johna Locka.
Przez całą swoją literacką karierę, Mary Astell pisała anonimowo bądź pod pseudonimami, zamiennie jako Tom Single lub Mr. Wooton.
W 1709 roku wycofała się z życia publicznego, próbując przynajmniej częściowo wdrożyć w życie swój edukacyjny plan. Dzięki swoim oddanym patronom założyła charytatywną szkołę dla dziewcząt przy London’s Chealsea Hospital, która funkcjonowała nieprzerwanie aż do końca XIX wieku.
Kobieta zmarła w 1731 roku na raka piersi w wieku sześćdziesięciu czterech lat.

## Filozofia

### Bóg i jego stworzenia
Astell w swojej filozofii skupiała się przede wszystkim na relacji zaistniałej pomiędzy istotą Boską a jej stworzeniem. Poglądy w dużej mierze opierała na Kartezjańskim dualizmie substancjalnym, uważając że istnieją dwie rodzaje substancji: ciało i umysł. Stworzyła podział według którego Bóg miał być nieskończonym i nieśmiertelnym umysłem, ludzie zaś połączeniem nieśmiertelnego, lecz ograniczonego umysłu, oraz śmiertelnego ciała. Umysł jako substancja niepodzielna, nie może ulec destrukcji, ciało zaś przez swoją wielocząsteczkowość staje się zniszczalne. W dyskursie tym ciało ma pełnić role naczynia dla umysłu, zwanego inaczej duszą. Rolą umysłu natomiast jest ograniczenie ludzkiej pierwotności, tak aby jak najbardziej zbliżyć człowieka do istot niebiańskich. Naturą ciała jest ruch, duszy zaś miłość.
Astell skupiała się na przedstawieniu, w jaki sposób człowiek jest w stanie osiągnąć Boskie poznanie. Jednakże nie chciała opisywać Boskiej natury. Sądziła, że relacja Boga z ludźmi na zawsze pozostanie tajemnicą, tak samo jak kwestia sprzężenia duszy z ciałem.
Kobieta przedstawiła też swoją opinie odnośnie do popularnej wówczas debaty toczącej się między okazjonalistami a Platonikami z Cambridge. Nie zgadzała się z Johnem Norrisem, który uważał, że ludzie w podzięce za wszystkie przyjemności których źródłem jest Boska osoba, winni są okazać Mu miłość. Dla Astell uczucie jakim darzony jest Bóg, powinno być całkowicie bezinteresowne, tylko wtedy zyskuje ono na wartości. Kobieta zwracała również uwagę na możliwość wyróżnienia dwóch rodzajów miłości. Pierwszy, kierowany do bliźniego, opierać miał się na „dobroci”, czyli altruizmie. Drugi, zwrócony do Boga, na „pragnieniu”, inaczej pożądaniu Dobra najwyższego.
Okazjonaliści sądzili również, że światy, materialny i świat idei różnią się od siebie tak mocno, że nie mogą na siebie nawzajem oddziaływać. O fakcie, że obie te rzeczywistości są ze sobą idealnie zgrane czasowo, przesądzać ma jedynie Bóg, który zadecydował się upozorować ich synchronizacje. Pogląd Astell różnił się diametralnie. Przypisywała umysłowi, jeszcze dwie, niezwykle ważne funkcje: rozumną i wiolitywną. Ta pierwsza ma za zadanie odbierać i porównywać idee, jej przymiotem jest „prawda” mająca swoje źródło w boskich ideach. Druga funkcja posiada natomiast moc wyboru i kierowania myślami oraz emocjami, a przypisuje się jej „dobro”, które zawsze zgodne jest z boską wolą. Gdy rozumienie przebiega prawidłowo, osiąga wiedzę oraz umiejętność kierowania funkcją wiolitywną, inaczej wolą. Człowiek posiada ponadto wrodzone idee oraz skłonności. Wrodzone idee wiążą się z rozumieniem, skłonności zaś z wolą. Ludzie dzięki wolnej woli mogą decydować o własnych czynach, bowiem wrodzone idee czynią ich istotami rozumnymi, a te nie muszą zawsze działać zgodnie z boską wolą.

### Religious Retirement
Mary Astell swoją filozofię w dużej mierze opierała na dokonaniach Kartezjusza zaprezentowanych w „Rozprawie o metodzie”. To z tej pracy zaczerpnęła określenie Boga jako „Pierwszej Inteligencji”. Oprócz tego inspirowała ją również „Logika, czyli sztuka myślenia” Antoine’a Arnaulda oraz Pierre’a Nicole. Nie znaczy to jednak, że nie posiadała własnego zdania na temat zawartych w pracach teorii. Na przykład sądziła, że Bóg stworzył ludzi z różnymi możliwościami intelektualnymi. Tłumaczyła w ten sposób potrzebę istnienia społeczeństwa. Wspólnota pozwalała bowiem, na zsumowanie ludzkich doświadczeń, dając tym samym kompletny obraz Boskiej wspaniałości. Astell nie uważała jednak, aby poziom inteligencji zależny był od płci jak wówczas powszechnie sądzono. Przyznawała co prawda, że kobiety są bardziej ograniczone poznawczo. Powodu ku temu nie szukała w naturze, ale w modelu wychowania. Spostrzegła, że młodym pannom od początku wpaja się nieprawidłowe przekonania, zachęcając do oddania się próżności, świadomie przyzwalając na intelektualny letarg. Sądziła również, że kobiety rodzą się mniej pewne swoich racji, a brak prawidłowych wzorców tylko tę niepewność pogłębia. Astell wiedziała, że musi położyć temu kres. Mawiała bowiem, że istoty których jedynym przewodnikiem w życiu była ignorancji, nie mogą osiągnąć zbawienia. Chciała uchronić swoją płeć przed tym losem uświadamiając kobiety, jak ważne jest samodoskonalenie.
Celem Astell było powołanie instytucji, w której kobiety swobodnie mogłyby poszerzać swój światopogląd. Takim miejscem miała być specjalna placówka edukacyjna nazwana przez Astell „religious retirement”, która swoim funkcjonowaniem przypominała nieco damski zakon. Pozbawiona miała być jednak hierarchiczności, a opuszczenie jej nie stanowiłoby problemu. Celem placówki nie byłoby przyuczenie do określonego zawodu, ale przezwyciężenie kobiecej niewiary we własne możliwości oraz zachęcenie do umysłowych ćwiczeń. Odizolowana od negatywnych wpływów środowiska przestrzeń była idealnym do tego miejscem.
Ponadto Astell wzorując się na Kartezjuszu wprowadziła 6 kroków pomagających w efektywnym kształceniu:
1. Uważne rozważenie i definiowanie terminów oraz pojęć niezbędnych do formułowania prawidłowych tez.
2. Odrzucenie wszystkich niepotrzebnych idei, które nie są konieczne do rozważanego zagadnienia.
3. Prowadzenie rozważań w określonym porządku, zaczynając od rzeczy prostych i zmierzających do bardziej złożonych.
4. Nie pozostawianie niedokończonych rozważań.
5. Stała obecność przedmiotu rozważań i dbanie o rozwój argumentacji.
6. Ocena nie może wybiegać poza to co postrzegane, a za Prawdę należy uznawać jedynie to, co nią jest.

## Nawiązania literackie
Obok poglądów Mary Astell nie można było przejść obojętnie. Opinie na jej temat były wielorakie. Jonathan Swift, autor „Podróży Guliwera” napisał satyrę parodiując jej najpopularniejszą pracę, zatytułował ją „A Modest Proposal”. Daniel Defoe znany z „Robinsona Crusoe” podziwiał edukacyjny projekt, uznając zarazem za całkowicie utopijny i niemożliwy do zrealizowania. Astell zainspirowała również Samuela Richardsona, który będąc pod wrażeniem jej osoby stworzył Clarissa, or, the History of a Young Lady. Ponadto filozofka posłużyła jako wzór dla charakteru Lily, bohaterki The Princess Alfreda Tennysona.